# Jeon Ji-yoon
Jeon Ji-yoon (hangul: 전지윤; hanja: 田祉潤; nascida em 15 de outubro de 1990), mais frequentemente creditada como Jiyoon (hangul: 지윤), ou pelo seu nome artístico Jenyer (hangul: 제니어), é uma cantora,rapper e atriz sul-coreana. Ficou mais popularmente conhecida por ter sido integrante do grupo feminino 4Minute. Em 2 de novembro de 2016, estreou como artista solo com o lançamento do single digital I Do.

## Início da vida
Jeon Ji-yoon nasceu no dia 15 de outubro de 1990 em Suwon, Coreia do Sul.

## Carreira

### 2009-2012: 4Minute e atividades solo
Ji-yoon foi escolhida como membro do 4Minute em 2009. O grupo de 5 membros debutou oficialmente no dia 18 de junho de 2009 com seu single de estreia "Hot Issue" no M! Countdown.
No dia 15 de outubro de 2009, ela foi uma artista convidada no álbum Look at Me de Woo Yi-kyung com a música "Look at Me". No dia 13 de abril de 2010, ela foi uma artista convidada no quarto álbum da Lee Hyori, H-Logic, com a música "Bring It Back" junto de Bekah do After School. Ela cantou na trilha sonora de My Princess da MBC, com a canção "Oasis", lançado no dia 7 de fevereiro de 2011. Ela também participou no álbum Bubble Pop! da Hyuna na canção "Downtown". O álbum foi lançado no dia 5 de julho de 2011.
Ji-yoon se juntou ao Immortal Songs 2 da KBS em junho de 2011 como substituta de Song Ji Eun do Secret devido suas promoções japonesas. "Eu senti que seus vocais eram mais charmosos do que a vocalista principal do 4minute, Gayoon," disse o produtor do programa. No programa, profissionais cantam competitivamente e são julgados por uma audiência de 200 pessoas no estúdio. Ela cantou "We Meet Again" na transmissão de um episódio no dia 15 de julho. E se juntando ao Immortal Songs 2, ela venceu junto de DJ Koo com a canção "I (Nan)", originalmente de Clon, contra Cho Kyu-hyun do Super Junior e Son Ho-young.

### 2013–2016: 2Yoon e disband do 4Minute
Ji-yoon e sua colega de grupo Gayoon formaram um subgrupo chamado 2Yoon em 2013. Ela lançaram seu EP de debut "Harvest Moon" com o single principal "24/7" no dia 17 de janeiro de 2013. O subgrupo debutou oficialmente no dia 17 de janeiro no M Countdown. Em setembro de 2014, foi revelado que Ji-yoon faria seu debut na atuação com o web drama Dreaming CEO.
No dia 24 de setembro de 2015, foi revelado que Ji-yoon se juntaria à segunda temporada de Unpretty Rapstar. Durante o programa, Ji-yoon lançou sua canção solo com Jung Il-hoon do BtoB chamada "This Ain’t Me" durante as semifinais. No dia 13 de junho de 2016, a Cube Entertainment anunciou que o 4Minute decidiu se separar e as membros, excluindo Hyuna, ainda estavam discutindo se renovariam os seus contratos. No dia 15 de junho de 2016, a Cube Entertainment anunciou oficialmente que os contratos de Jihyun, Gayoon, Jiyoon e Sohyun haviam expirado e elas decidiram não renovar seus contratos.

### 2016–presente: Mudança de gravadora eDay and Night
No dia 8 de agosto de 2016, Ji-yoon assinou um contrato de exclusividade com a JS E&M, que também abriga artistas como Seo Ha-joon, Byun Jung-soo, Yang Mi-ra e Chun Jung-myung, assim como o grupo feminino Tren-D. A agência anunciou os planos para seu debut solo e ativamente a apoia desde a música até a atuação e também alguns programas de variedade, citando-a como tendo "potencial ilimitado". No dia 31 de agosto de 2016, foi relatado que Ji-yoon estava trabalhando duro para o lançamento de seu single digital em outubro. Apesar de ser uma cantora, a agência confirmou que ela seria ativa em próximos dramas e transmissões.
Ji-yoon debutou como artista solo no dia 2 de novembro de 2016 com o nome artístico "Jenyer", com o single Day and Night. A canção título "I Do" e seu vídeo musical foram lançados o mesmo dia. Ji-yoon não promoveu seu novo single em programas musicais. No dia 23 de março de 2017, ela lançou o single de colaboração com Samuel Seo, "Cliché". O vídeo musical de acompanhamento foi lançado no mesmo dia. No dia 10 de abril de 2017, Ji-yoon mostrou apoio e compareceu à estreia do filme "Daddy You, Daughter Me" em que Gayoon, sua ex colega de grupo, fez seu debut na atuação.

## Vida pessoal
Ela se formou na Byeongjeom High School e atualmente frequenta a Kyung Hee University, se formando em Música Pós Moderna.

## Discografia

### Álbunssingle
| Título                    | Detalhes do álbum |
| ------------------------- | --- |
| Day and Night (낮 and 밤) | - Lançamento: 2 de novembro de 2016 - Gravadora: JS E&M, LOEN Entertainment - Formato: CD, download digital - Idioma: inglês, coreano Faixas do álbum 1. I Do (내가 해) 2. Magnet (자석) (ft. Olltii) |

### Extended Play (EP)
| Título             | Detalhes do álbum |
| ------------------ | --- |
| the moment i loved | - Lançamento: 4 de maio de 2019 - Gravadora: Jenyer production - Formato: CD, download digital - Idioma: inglês, coreano Faixas do álbum 1. Illusion (권상) 2. Analog 3. Something I Can’t Decide (건 내가 정할 수가없는 거라서) 4. Like the First time (쳐읊처럼) (faixa bônus) |

### Singles
| Ano  | Álbum             | Canção                  | Notas          |
| ---- | ----------------- | ----------------------- | -------------- |
| 2014 | Non-album singles | "Soulmate" (소울메이트) | com DickPunks  |
| 2017 | Non-album singles | "Cliché"                | com Samuel Seo |
| 2017 | Non-album singles | "Hello" (저기요)        | feat. Kisum    |
| 2018 | Non-album singles | "Because"               |                |
| 2018 | Non-album singles | "Bus"                   |                |
| 2018 | Non-album singles | "Shower" (샤워)         |                |

### Lista de músicas escritas por Jiyoon
| Ano  | Álbum  | Música    | Letra     | Letra                                   | Música    | Música                                              |
| Ano  | Álbum  | Música    | Creditado | Com                                     | Creditado | Com                                                 |
| ---- | ------ | --------- | --------- | --------------------------------------- | --------- | --------------------------------------------------- |
| 2016 | Act. 7 | "Hate"    | Sim       | Seo Jae-woo, Son Young-jin, Kim Hyun-a  | Não       | Jae-woo, Young-jin, Skrillex                        |
| 2016 | Act. 7 | "No Love" | Sim       | Ra-young, Gen Neo (do NoizeBank), Hyuna | Não       | Gen Neo (do NoizeBank)                              |
| 2016 | Act. 7 | "Blind"   | Sim       | Kwon So-hyun, Hyuna                     | Não       | Im Kwang-wook, Ryan Kim, Hunnykilla, Amanda Moseley |

### Aparição em Trilha Sonoras e Performances Solo
| Ano  | Título                             | Canção                         | Duração | Artista                                |
| ---- | ---------------------------------- | ------------------------------ | ------- | -------------------------------------- |
| 2016 | "Day and Night"                    | "Magnet"                       | 03:40   | com Olltii                             |
| 2016 | "Day and Night"                    | "I Do"                         | 03:40   | Solo                                   |
| 2009 | Look At Me                         | "Look At Me"                   | 03:50   | Dueto com Woo Yi Kyung                 |
| 2010 | H-Logic                            | "Bring It Back"                | 03:15   | com Hyori & Bekah                      |
| 2011 | MBC My Princess                    | "Oasis"                        | 02:46   | Solo                                   |
| 2011 | Bubble Pop!                        | "Downtown"                     | 03:24   | Dueto com Hyuna                        |
| 2012 | Ottogi                             | "Ottogi"                       | 03:13   | Dueto com Sol Bi                       |
| 2012 | Ottogi                             | "Ottogi" (Latin House Ver.)    | 04:06   | Dueto com Sol Bi                       |
| 2012 | My Love By My Side                 | "Between Love and Friendship"  | 04:09   | Solo                                   |
| 2013 | Love For Ten - Generation of Youth | "Only You"                     | 03:03   | Dueto com Jihyun                       |
| 2014 | Soulmate                           | "Soulmate                      | 03:35   | Dueto com DickPunks                    |
| 2014 | Moonlight Silla" (Rock Ver.)       | "Moonlight Silla" (Rock Ver.)" | 03:11   | com Youngji, Jieun, DickPunks e Soyeon |
| 2015 | Unpretty Rapstar 2                 | "This Ain’t Me"                | 03:37   | com Jung Il-hoon                       |

## Videografia

### Filmes
| Ano  | Título             | Papel   | Notas                                       |
| ---- | ------------------ | ------- | ------------------------------------------- |
| 2015 | Like a French Film | Yoon-So | papel principal no segmento A Time To Leave |

### Dramas
| Ano  | Título                     | Papel     | Notas           | Emissora     |
| ---- | -------------------------- | --------- | --------------- | ------------ |
| 2009 | High Kick Through the Roof | ela mesma | cameo           | MBC          |
| 2014 | Dreaming CEO               | Kkoom Yi  | papel principal | drama online |

### Reality Shows
| Ano  | Título             | Emissora | Papel       |
| ---- | ------------------ | -------- | ----------- |
| 2011 | Immortal Songs 2   | KBS2     | competidora |
| 2015 | Unpretty Rapstar 2 | Mnet     | competidora |

### Teatro Musical
| Ano       | Título             | Papel   | Notas |
| --------- | ------------------ | ------- | ----- |
| 2012–2013 | My Love by My Side | Bok Hee |       |